# Alprenolol
Alprenololul este un medicament din clasa beta-blocantelor, fiind utilizat în tratamentul anginei pectorale.